# Tiddas
Tiddas  (in arabo تيداس‎?) è un centro abitato e comune rurale del Marocco situato nella provincia di Khémisset, regione di Rabat-Salé-Kénitra. Conta una popolazione di 10 047 abitanti (censimento 2014).